# Thiago Silva
Thiago Emiliano da Silva (pronunție în portugheză braziliană [tʃiˈaɡu ẽmiliˈɐ̃nu dɐ ˈsiwvɐ]; n. 22 septembrie 1984, Rio de Janeiro, Rio de Janeiro, Brazilia) este un fotbalist brazilian și francez, care joacă pe post de fundaș central la Fluminense în Campeonato Brasileiro da Série A. Pe plan internațional, are prezențe la națională pentru Brazilia U23⁠(d) și Brazilia.

## Statistici carieră

### Club
La 18 mai 2025.
| Club                  | Sezon            | Campionat         | Campionat | Campionat | Liga statală | Liga statală | Cupă    | Cupă   | Cupa Ligii | Cupa Ligii | Continental | Continental | Altele  | Altele | Total   | Total  |
| Club                  | Sezon            | Divizie           | Meciuri   | Goluri    | Meciuri      | Goluri       | Meciuri | Goluri | Meciuri    | Goluri     | Meciuri     | Goluri      | Meciuri | Goluri | Meciuri | Goluri |
| --------------------- | ---------------- | ----------------- | --------- | --------- | ------------ | ------------ | ------- | ------ | ---------- | ---------- | ----------- | ----------- | ------- | ------ | ------- | ------ |
| RS Futebol            | 2002             | Gaúcho Série B    | —         | —         | 8            | 2            | —       | —      | —          | —          | —           | —           | —       | —      | 8       | 2      |
| RS Futebol            | 2003             | Gaúcho Série A2   | —         | —         | 17           | 0            | —       | —      | —          | —          | —           | —           | —       | —      | 17      | 0      |
| RS Futebol            | Total            | Total             | —         | —         | 25           | 2            | —       | —      | —          | —          | —           | —           | —       | —      | 25      | 2      |
| Juventude             | 2004             | Série A           | 28        | 3         | 7            | 0            | 1       | 0      | —          | —          | —           | —           | —       | —      | 36      | 3      |
| Porto B               | 2004–05          | Segunda Divisão B | 14        | 0         | —            | —            | —       | —      | —          | —          | —           | —           | —       | —      | 14      | 0      |
| Dinamo Moscova        | 2005             | Prima Ligă Rusă   | 0         | 0         | —            | —            | 0       | 0      | —          | —          | 0           | 0           | —       | —      | 0       | 0      |
| Fluminense (împrumut) | 2006             | Série A           | 31        | 0         | 4            | 0            | 7       | 0      | —          | —          | 4           | 0           | —       | —      | 46      | 0      |
| Fluminense            | 2007             | Série A           | 30        | 5         | 9            | 0            | 12      | 3      | —          | —          | —           | —           | —       | —      | 51      | 8      |
| Fluminense            | 2008             | Série A           | 20        | 1         | 14           | 3            | —       | —      | —          | —          | 12          | 2           | —       | —      | 46      | 6      |
| Fluminense            | Total            | Total             | 81        | 6         | 27           | 3            | 19      | 3      | —          | —          | 16          | 2           | —       | —      | 143     | 14     |
| AC Milan              | 2009–10          | Serie A           | 33        | 2         | —            | —            | 0       | 0      | —          | —          | 7           | 0           | —       | —      | 40      | 2      |
| AC Milan              | 2010–11          | Serie A           | 33        | 1         | —            | —            | 3       | 0      | —          | —          | 6           | 0           | —       | —      | 42      | 1      |
| AC Milan              | 2011–12          | Serie A           | 27        | 2         | —            | —            | 2       | 0      | —          | —          | 7           | 1           | 1       | 0      | 37      | 3      |
| AC Milan              | Total            | Total             | 93        | 5         | —            | —            | 5       | 0      | —          | —          | 20          | 1           | 1       | 0      | 119     | 6      |
| Paris Saint-Germain   | 2012–13          | Ligue 1           | 22        | 0         | —            | —            | 1       | 0      | 2          | 1          | 9           | 2           | —       | —      | 34      | 3      |
| Paris Saint-Germain   | 2013–14          | Ligue 1           | 28        | 3         | —            | —            | 2       | 0      | 4          | 0          | 7           | 0           | 1       | 0      | 42      | 3      |
| Paris Saint-Germain   | 2014–15          | Ligue 1           | 26        | 1         | —            | —            | 5       | 0      | 3          | 0          | 6           | 1           | 0       | 0      | 40      | 2      |
| Paris Saint-Germain   | 2015–16          | Ligue 1           | 30        | 1         | —            | —            | 4       | 0      | 2          | 0          | 9           | 0           | 1       | 0      | 46      | 1      |
| Paris Saint-Germain   | 2016–17          | Ligue 1           | 27        | 3         | —            | —            | 3       | 1      | 3          | 2          | 7           | 0           | 0       | 0      | 40      | 6      |
| Paris Saint-Germain   | 2017–18          | Ligue 1           | 25        | 1         | —            | —            | 5       | 0      | 2          | 0          | 6           | 0           | 1       | 0      | 39      | 1      |
| Paris Saint-Germain   | 2018–19          | Ligue 1           | 25        | 0         | —            | —            | 4       | 0      | 2          | 0          | 7           | 0           | 1       | 0      | 39      | 0      |
| Paris Saint-Germain   | 2019–20          | Ligue 1           | 21        | 0         | —            | —            | 3       | 1      | 1          | 0          | 9           | 0           | 1       | 0      | 35      | 1      |
| Paris Saint-Germain   | Total            | Total             | 204       | 9         | —            | —            | 27      | 2      | 19         | 3          | 60          | 3           | 5       | 0      | 315     | 17     |
| Chelsea               | 2020–21          | Premier League    | 23        | 2         | —            | —            | 2       | 0      | 1          | 0          | 8           | 0           | —       | —      | 34      | 2      |
| Chelsea               | 2021–22          | Premier League    | 32        | 3         | —            | —            | 3       | 0      | 2          | 0          | 9           | 0           | 2       | 0      | 48      | 3      |
| Chelsea               | 2022–23          | Premier League    | 27        | 0         | —            | —            | 0       | 0      | 0          | 0          | 8           | 0           | —       | —      | 35      | 0      |
| Chelsea               | 2023–24          | Premier League    | 31        | 3         | —            | —            | 4       | 1      | 3          | 0          | —           | —           | —       | —      | 38      | 4      |
| Chelsea               | Total            | Total             | 113       | 8         | —            | —            | 9       | 1      | 6          | 0          | 25          | 0           | 2       | 0      | 155     | 9      |
| Fluminense            | 2024             | Série A           | 15        | 0         | —            | —            | 1       | 0      | —          | —          | 4           | 1           | —       | —      | 20      | 1      |
| Fluminense            | 2025             | Série A           | 5         | 0         | 7            | 1            | 0       | 0      | —          | —          | 1           | 0           | 0       | 0      | 13      | 1      |
| Fluminense            | Total            | Total             | 20        | 0         | 7            | 1            | 1       | 0      | —          | —          | 5           | 1           | 0       | 0      | 33      | 2      |
| Totalul carierei      | Totalul carierei | Totalul carierei  | 553       | 31        | 66           | 6            | 62      | 6      | 25         | 3          | 126         | 7           | 8       | 0      | 840     | 53     |

1. ↑  Include Campeonato Gaúcho, Campeonato Carioca
2. ↑  Include Copa do Brasil, Coppa Italia, Coupe de France, FA Cup
3. ↑  Include Coupe de la Ligue, EFL Cup
4. 1 2  Apariții în Copa Sudamericana
5. 1 2  Apariții în Copa Libertadores
6. 1 2 3 4 5 6 7 8 9 10 11 12 13 14  Apariții în UEFA Champions League
7. ↑  Apariție în Supercoppa Italiana
8. 1 2 3 4 5  Apariție în Trophée des Champions
9. ↑  Apariții în Cupa Mondială a Cluburilor FIFA

### Internațional
La 9 decembrie 2022.
| Brazilia | Brazilia | Brazilia |
| An       | Meciuri  | Goluri   |
| -------- | -------- | -------- |
| 2008     | 3        | 0        |
| 2009     | 3        | 0        |
| 2010     | 6        | 0        |
| 2011     | 13       | 0        |
| 2012     | 7        | 1        |
| 2013     | 12       | 1        |
| 2014     | 9        | 1        |
| 2015     | 6        | 1        |
| 2016     | 1        | 0        |
| 2017     | 7        | 1        |
| 2018     | 10       | 1        |
| 2019     | 12       | 1        |
| 2020     | 4        | 0        |
| 2021     | 9        | 0        |
| 2022     | 11       | 0        |
| Total    | 113      | 7        |

### Goluri internaționale
| #  | Data               | Stadion                                            | Oponent                    | Scor | Rezultat | Competiția                         |
| -- | ------------------ | -------------------------------------------------- | -------------------------- | ---- | -------- | ---------------------------------- |
| 1. | 30 mai 2012        | FedEx Field, Landover, SUA                         | Statele Unite ale Americii | 2–0  | 4–1      | Meci amical                        |
| 2. | 10 septembrie 2013 | Gillette Stadium, Foxborough, SUA                  | Portugalia                 | 1–1  | 3–1      | Meci amical                        |
| 3  | 4 iulie 2014       | Castelão, Fortaleza, Brazilia                      | Columbia                   | 1–0  | 2–1      | Campionatul Mondial de Fotbal 2014 |
| 4  | 21 iunie 2015      | Estadio Monumental David Arellano, Santiago, Chile | Venezuela                  | 1–0  | 2–1      | Copa América 2015                  |
| 5  | 13 iunie 2017      | Melbourne Cricket Ground, Melbourne, Australia     | Australia                  | 2–0  | 4–0      | Meci amical                        |
| 6  | 27 iunie 2018      | Otkritie Arena, Moscova, Rusia                     | Serbia                     | 2–0  | 2–0      | Campionatul Mondial de Fotbal 2018 |
| 7  | 9 iunie 2019       | Estádio Beira-Rio, Porto Alegre, Brazil            | Honduras                   | 2–0  | 7–0      | Meci amical                        |

## Palmares

### Club
Fluminense
- Copa do Brasil (1): 2007

Milan
- Serie A (1): 2010–11
- Supercoppa Italiana (1): 2011

Paris Saint-Germain
- Ligue 1 (6): 2012–13, 2013-2014,2014-2015,2015-2016,2017-2018,2018-2019
- Trophée des Champions (1): 2013
- Chelsea
- 1 Uefa Super cup

### Națională
Brazilia
- Bronz la Jocurile Olimpice de vară (1): 2008
- Argint la Jocurile Olimpice de vară (1): 2012
- Cupa Confederațiilor FIFA (1): 2013

### Individual
- Bola de Ouro (1): 2007
- Premio Armando Picchi (1): 2011
- Samba d'Or (2): 2011, 2012
- Serie A Defender of the Year (1): 2011
- Serie A Team of the Year (2): 2010–11, 2011–12
- UEFA Team of the Year (2): 2011, 2012